# Der står et billede af dig på mit bord
"Der står et billede af dig på mit bord" er en sang af popgruppen Rollo & King, som vandt Dansk Melodi Grand Prix 2001. Sangen blev derved kvalificeret til at deltage ved Eurovision Song Contest 2001, hvor den opnåede en andenplads.

## Hitlisteplaceringer
| Hitliste (2002)       | Højest eplacering position |
| --------------------- | -------------------------- |
| Denmark Singles Chart | 3                          |
| Dutch Singles Chart   | 99                         |
| Swedish Singles Chart | 43                         |